# Tiwa Piwsai
Tiwa Piwsai (thailändisch ทิวา ผิวใส, * 6. September 2000) ist ein thailändischer Fußballspieler.

## Karriere
Tiwa Piwsai steht seit 2021 beim Erstligisten Muangthong United unter Vertrag. 2021 wechselte er auf Leihbasis zum Ayutthaya United FC. Der Verein aus Ayutthaya spielte in der zweiten thailändischen Liga, der Thai League 2. Sein Zweitligadebüt gab Tiwa Piwsai am 5. September 2021 (1. Spieltag) im Auswärtsspiel gegen den Erstligaabsteiger Sukhothai FC. Hier wurde er in der 44. Minute für Aorachun Changmoung eingewechselt. Sukhothai gewann das Spiel mit 5:0. Für Ayutthaya bestritt er 22 Zweitligaspiele. Nach der Ausleihe kehrte er zu Muangthong zurück. Zu Beginn der Saison 2023/24 schloss er sich im Sommer 2023 auf Leihbasis dem Drittligisten Sisaket United FC an. Mit dem Verein aus Sisaket spielte er in der North/Eastern Region der Liga. Am Ende der Saison 2023/24 feierte er mit Sisaket die Meisterschaft der Region. In der Aufstiegsrunde konnte man sich durchsetzen und stieg in die zweite Liga auf.

## Erfolge
Sisaket United FC
- Thai League 3 – North/East: 2023/24  ▲